# Визеу
Визе́у (порт. Viseu [viˈzew]) — город в Португалии, центр одноимённого округа и муниципалитета. Центр исторической провинции Бейра-Алта. Город вместе с окрестностями составляет агломерацию Большое Визеу. Численность населения — 47,2 тыс. жителей (город), 98,2 тыс. жителей (муниципалитет). Город и муниципалитет входят в экономико-статистический регион Центр и субрегион Дан-Лафойнш. По старому административному делению входил в провинцию Бейра-Алта.

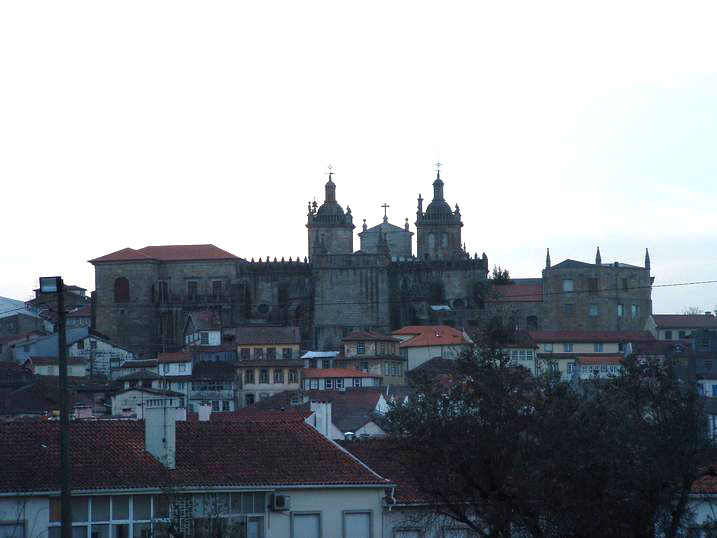

## Расположение
Город расположен в 240 км на северо-восток от столицы Португалии города Лиссабон.
Муниципалитет граничит:
- на севере — муниципалитет Каштру-Дайре
- на северо-востоке — муниципалитет Вила-Нова-де-Пайва
- на востоке — муниципалитет Сатан, Пеналва-ду-Каштелу
- на юго-востоке — муниципалитет Мангуалди, Нелаш
- на юге — муниципалитет Каррегал-ду-Сал
- на юго-западе — муниципалитет Тондела
- на западе — муниципалитет Возела
- на северо-западе — муниципалитет Сан-Педру-ду-Сул

## Население
| Население муниципалитета Визеу (1801—2006) | Население муниципалитета Визеу (1801—2006) | Население муниципалитета Визеу (1801—2006) | Население муниципалитета Визеу (1801—2006) | Население муниципалитета Визеу (1801—2006) | Население муниципалитета Визеу (1801—2006) | Население муниципалитета Визеу (1801—2006) | Население муниципалитета Визеу (1801—2006) | Население муниципалитета Визеу (1801—2006) | Население муниципалитета Визеу (1801—2006) |
| ------------------------------------------ | ------------------------------------------ | ------------------------------------------ | ------------------------------------------ | ------------------------------------------ | ------------------------------------------ | ------------------------------------------ | ------------------------------------------ | ------------------------------------------ | ------------------------------------------ |
| 1801                                       | 1849                                       | 1900                                       | 1930                                       | 1960                                       | 1981                                       | 1991                                       | 2001                                       | 2004                                       | 2006                                       |
| 33 699                                     | 36 049                                     | 54 047                                     | 61 140                                     | 79 890                                     | 83 261                                     | 83 601                                     | 93 501                                     | 96 810                                     | 98 167                                     |

## История
Название города восходит к концу Римской империи и раннему Средневековью, где его название происходит от латинского термина «Viso», означающего хороший вид. Название было дано в соответствии с местом, где первоначально возникло поселение, основанное римлянами, которое располагалось на вершине холма, ныне называющееся Бейра-Альта (Beira Alta). Во времена Римской империи город лежал на перекрёстке дорог, здесь располагался военный гарнизон. Общая площадь древнего города по оценкам равнялась 38 тысячам гектар земли. В V—VI веках римляне были вытесенены племенами свебов, которых, в свою очередь, в VII веке покорили вестготы. 
В 1058 году король Кастилии Фердинанд I Великий отвоевал данную территорию у арабов.
Современный город был основан в 1123 году.

## Достопримечательности
Визеу — один из крупнейших городов Европы без железнодорожных станций. Собор, построенный в 830 году, содержит музей священного искусства. Кроме собора, среди памятников архитектуры находится несколько храмов и монастырей, а также дворец епископа.

## Состав муниципалитета
В муниципалитет входят следующие районы:
1. Абравезиш
2. Баррейруш
3. Боа-Алдея
4. Бодиоза
5. Вила-Шан-ди-Са
6. Вил-де-Соту
7. Кавернайнш
8. Калди
9. Кампу
10. Корасан-ди-Жезуш
11. Кота
12. Коту-ди-Байшу
13. Коту-ди-Сима
14. Лордоза
15. Мундан
16. Орженш
17. Поволиди
18. Раньядуш
19. Репезиш
20. Рибафейта
21. Риу-ди-Лоба
22. Санта-Мария-ди-Визеу
23. Сантуш-Эвуш
24. Сан-Жуан-ди-Лороза
25. Сан-Жозе
26. Сан-Педру-ди-Франси
27. Сан-Салвадор
28. Сан-Сиприану
29. Сепойнш
30. Силгейруш
31. Торредейта
32. Файл
33. Фарминьян
34. Фрагозела

## Города-побратимы
Визеу состоит в дружеских взаимоотношениях со следующими городами-побратимами:
| Город  | Страна     | Дата | Ссылка |
| ------ | ---------- | ---- | ------ |
| Авейру | Португалия |      |        |

## Известные уроженцы
- Мануэл де Алмейда
- Жоау Феликс